# Frullania
Frullania (deutsch Wassersackmoose) ist eine sehr artenreiche Gattung von beblätterten Lebermoosen. Der italienische Moosforscher Giuseppe Raddi hat die Gattung zu Ehren von Leonardo Frullani (1756–1824), einem toskanischen Staatsmann, benannt.

## Merkmale
Die rötlichen, bräunlichen oder violetten, gelegentlich dunkelgrünen Pflanzen wachsen in flachen, kriechenden oder aufsteigenden Rasen. Die Stämmchen mit oberschlächtiger Beblätterung sind unregelmäßig bis fiedrig verzweigt. Die Blätter sind bis auf den Grund in zwei ungleiche Blattlappen geteilt. Der größere Oberlappen ist oval bis fast rund, ganzrandig oder mit einem Zahn. Der kleinere Unterlappen ist meist zu einem Wassersack umgebildet (Name). Zwischen den beiden Blattlappen befindet sich oft noch ein weiterer wenigzelliger Lappen, der als Stylus bezeichnet wird. Unterblätter sind vorhanden, sie sind meist zweilappig.
Die Geschlechterverteilung ist überwiegend diözisch. Die männlichen Hüllblätter mit jeweils mehreren Antheridien in den Blattachseln sind bis zur Mitte geteilt. Weibliche Hüllblätter sind ebenfalls bis zur Hälfte oder mehr geteilt und sind größer als die Stämmchenblätter. Das Perianth ist birnförmig, eiförmig oder rechteckig und an der Spitze plötzlich in eine kleine Röhre verengt. Brutkörper werden an den Blatträndern oder an der Außenseite des Perianths gebildet.

## Systematik
Frullania ist die einzige Gattung ihrer Familie Frullaniaceae.
Nach Frey, Fischer & Stech ist die Familie in die Ordnung Jubulales eingegliedert.
Nach einer neueren Publikation wird die Familie Frullaniaceae in die Ordnung Porellales gestellt.

## Arten
Die Arten sind schwerpunktmäßig in den Tropen und in warmgemäßigten Regionen verbreitet und leben überwiegend epiphytisch.
Über die Anzahl der weltweit bekannten Arten gibt es stark voneinander abweichende Angaben, sie reichen je nach Quelle von zirka 300 bis um 570 Arten. Für Europa werden zirka 13 angegeben.
Im Gebiet von Deutschland, Österreich und der Schweiz kommen die folgenden Arten vor:
- Breites Wassersackmoos (Frullania dilatata)
- Bruchblättriges Wassersackmoos (Frullania fragilifolia)
- Frullania inflata Aufgeblasenes Wassersackmoos
- Frullania jackii Jacks Wassersackmoos
- Frullania oakesiana Oakes-Wassersackmoos, nur in Österreich
- Frullania parvistipula Kleinstipeliges Wassersackmoos
- Frullania riparia Wärmeliebendes Wassersackmoos
- Tamarisken-Wassersackmoos (Frullania tamarisci)